# Mulang Maya (Kota Agung Timur)
Mulang Maya is een bestuurslaag in het regentschap Tanggamus van de provincie Lampung, Indonesië. Mulang Maya telt 1106 inwoners (volkstelling 2010).